# Chew
Chew è una serie a fumetti creata da John Layman (testi) e Rob Guillory (disegni) e pubblicata dalla Image Comics.

## Trama
Chew è ambientato in un mondo dove la carne di pollo è stata messa fuorilegge dopo che una violenta influenza aviaria ha falciato 116 milioni di persone in tutto il mondo e 23 nei soli Stati Uniti. Ciò ha dato vita ad un nuovo tipo di criminalità legato allo smercio di pollame che rientra nella competenza della Food and Drug Administration.

### Menù Degustazione
Tony Chu è un poliziotto cibopatico della polizia di Philadelphia in coppia con John Colby. Durante una missione, cercando di smascherare una rete di contrabbando di pollo, i due entrano in un ristorante dove viene servito pollo reperito sul mercato nero. Degustando una ciotola di brodo di pollo, Tony ottiene un'impressione psichica che gli permette di scoprire che il cuoco è un serial killer che utilizza la carne delle sue vittime come ingrediente. Il cuoco per non farsi arrestare si suicida e Chu mangia i resti del cuoco per scoprire i nomi di tutte le vittime e, in seguito a quest'atto di cannibalismo, viene cacciato dalla polizia. Nel contempo viene contattato da un agente dell'FDA di nome Mason Savoy, anche lui cibopatico, che lo arruola nell'agenzia.
Il primo caso su cui Tony e Savoy lavorano è la scomparsa dell'ispettore sanitario Evan Pepper, sulla base di un dito trovato all'interno di un hamburger in un fast food. Durante l'inchiesta, Tony si ritrova con una taglia messa su di lui da un uomo d'affari di nome Ray Jack Montero. Al termine delle indagini, Tony scopre che Pepper è stato ucciso da Mason Savoy il quale dubita del governo e sta indagando per conto suo per scoprire cosa ha realmente causato la cosiddetta influenza aviaria. Tony cerca di arrestare Savoy ma quest'ultimo riesce a fuggire strappando all'agente Chu un orecchio così da poter ottenere, grazie ai suoi poteri, informazioni sui suoi famigliari e poterlo ricattare.

### Cucina Etnica
Dopo la fuga di Savoy, a Tony viene assegnato come nuovo partner John Colby, suo ex compagno della polizia di Philadelphia che, dopo le ferite riportate, è stato arruolato dall'FDA e curato tramite innesti cibernetici. In seguito Tony si prende un periodo di ferie e vola in un'isola chiamata Yamapalu con il fratello. Chow è lì per un'offerta di lavoro come cuoco in un hotel visto che sull'isola non valgono le restrizioni dell'FDA. Sull'isola si trova anche la giornalista scribolettica Amelia Mintz (di cui Tony è innamorato) che il governo ha assunto e in seguito trattenuto affinché scriva un articolo che invogli il turismo gastronomico a Yamapalu. contro la sua volontà per Tony invece vuole indagare su una certa pianta chiamata Gallsaberry che, una volta cucinata, ha esattamente lo stesso gusto del pollo. Arrivato in albergo si imbatte in Lin Sae Won, un'agente dell'USDA sotto copertura che, dopo un'iniziale colluttazione, propone a Tony di aiutarlo nella sua indagine, ma subito dopo viene uccisa. In seguito si scoprirà che l'assassino è Il Vampiro, un cibopatico rumeno giunto sull'isola per portare via Fantanyeros, un altro dei cuochi trattenuti dal governo, ma intanto Tony viene arrestato con l'accusa di omicidio. Esibendo le sue credenziali di agente federale, Tony viene rilasciato solo per scoprire, mordendo un altro prigioniero, che è stato commesso un altro omicidio a causa di un gallo di nome Poyo, un campione nei combattimenti di galli. Dopo la confisca del gallo, Tony va all'obitorio per saperne di più sui Gallsberry mentre il capo della polizia ruba Poyo. Mangiando un frutto scopre che proviene dallo spazio. In seguito si unisce alla fazione ribelle dell'isola che sta organizzando una rivoluzione armata contro il governo dell'isola. Tony si intrufola nella base dove vengono coltivati i Gallsaberry e scopre che l'intero raccolto sta bruciando. Il colpevole è un agente mandato da Ray Jack Montero per eliminare ogni concorrenza sul mercato del pollo. Questi tenta anche di sparare a Tony, mancandolo. L'agente Chu riesce così a lasciare l'isola portando con sé il fratello e Amelia Mintz. Una volta tornati a casa, Tony ed Amelia cominciano a frequentarsi, mentre il Vampiro assorbe la capacità di Fantanyeros divorandolo.

### Ammazzacaffè
Tony, grazie alla copertura di un appuntamento con Amelia, sgomina un ristorante clandestino che serve cibi proibiti come animali in via di estinzione e addirittura presunta carne di mammuth. In seguito scopre che Poyo era stato trasferito in America, così lo recupera e sgomina un giro di combattimenti clandestini di polli. In seguito emerge che Ray Jack Montero modifica il DNA delle rane con quello del pollo, creando un ibrido detto ranollo la cui carne è l'ingrediente base per il suo prodotto in scatola "Pollplus", un perfetto sostituto del pollo. Si scopre anche che Montero sapeva in anticipo che sarebbe scoppiata l'epidemia di influenza aviaria. Per questo Mason Savoy inviò il suo partner Caesar Valenzano sotto copertura nella società Montero come guardia del corpo. Caesar era quello che aveva sparato a Tony a Yamapalu, mancando deliberatamente il bersaglio. Una volta catturato Montero e reintegrato Valenzano, l'FAA, cercando negli edifici di proprietà di Montero, riesce a trovare e a circondare Savoy. L'ex agente riesce però a fuggire tramortendo John Colby. Ritenendo di aver sottovalutato Tony Chu, Savoy mangia il suo orecchio e impara di più su di lui, in particolare che Tony ha una figlia di nome Olive. Tony porta Amelia e John con lui per il Giorno del Ringraziamento della famiglia Chu, presentando alla fidanzata la gemella Antonelle (Toni). Improvvisamente una misteriosa ed incomprensibile scritta compare in cielo, sconvolgendo tutto il mondo.

### Flambé
Una settimana dopo, la FDA sta indagando sulla scritta nel cielo. Tony collabora con Caesar Valenzano per rintracciare un ex agente della FDA di nome Daniel Migdalo che è un Omnisofico. Migdalo reso folle dal suo potere attacca gli agenti e accidentalmente precipita dalla finestra, morendo. La Stazione Spaziale Internazionale Fisher-Okroshka esplode. Intanto Tony e Colby indagano su una rissa avvenuta nella mensa del liceo Francis Bacon che ha portato alcuni studenti ad uccidersi a vicenda. Si scopre che il colpevole è uno studente di nome Peter Pilaf dotato del potere di controllare le persone tramite le sue ricette. Inizialmente Tony crede che sia Pilaf il colpevole dell'esplosione avvenuta sulla stazione spaziale, poiché aveva mandato una sua ricetta agli astronauti. Tuttavia il colpevole è un servo del "Vampiro" che è fuggito portando al suo padrone alcuni file del computer e un Gallsaberry coltivato nello spazio. Durante una missione con l'USDA in Corea del Nord, Tony e Colby scoprono che la FDA utilizza Poyo come arma segreta. Tony viene trasferito alla NASA per lavorare con la sorella Toni. Vanno all'Area 51 dove si trovano i resti della Stazione Spaziale e il corpo carbonizzato di un astronauta. Tony morde l'astronauta e scopre il coinvolgimento del Vampiro. Savoy beve il sangue di Migdalo rimando privo di sensi per quattro giorni. Quando si riprende dice a Caesar che c'è una connessione tra le persone con abilità e la scritta nel cielo. Caesar informa poi Mason che la scritta è improvvisamente scomparsa quattro giorni prima. Mason decide allora di rapire Olive Chu. Tony e Colby vengono inviati a indagare su un culto di adorazione delle uova la cui leader aveva previsto la scomparsa delle scritte. Vanno sotto copertura all'interno della chiesa, e riescono a rubare il loro libro sacro, mentre tutti gli adepti ingeriscono un veleno per espiare il loro peccato di mangiare pollo. Il Libro tuttavia non è scritto in inglese e Tony e Colby sono licenziati dalla FDA

### Major League
Tony Chu viene trasferito alla Divisione Traffico della Polizia Municipale dove riesce anche a sgominare una banda di rapinatori riscuotendo enorme apprezzamento dal suo nuovo superiore. Colby invece viene trasferito alla USDA e, accoppiato al leone Bottondoro, sgomina una banda di falsari che producono copie perfette di banconote che dopo essere state utilizzate si biodegradano perché stampate su una pellicola ricavata dalle patate. Savoy convince Olive, la figlia di Tony, a collaborare con lui in cambio di addestrarla ad usare i suoi poteri di cibopatica. Valenzano adesso è in copia con il goffo agente Vorhees e i due indagano su dei crimini commessi da persone che frequentavano lo stesso bar. Il caso viene risolto grazie alle dritte di Olive, che scopre che il colpevole è il barista che manipolava i suoi clienti grazie alle sue capacità di effervettore. Savoy e Valenzano coinvolgono Olive in un'azione avente lo scopo di intercettare uno scambio di armi tra Hershel Brown, un ciocoscultore, e dei servi del Vampiro. Durante la colluttazione Brown muore e Olive, mangiando un pezzo della sua carne, scopre di saper assimilare le abilità altrui. Tony viene sequestrato da Dan Franks, ex fidanzato di Amelia, che, per vendicarsi di essere stato lasciato, vuole far mangiare a Tony i cadaveri di molti famosi giocatori di baseball di modo da poter venire a conoscenza dei loro segreti sessuali e poter pubblicare il tutto in un libro di successo. La scomparsa di Tony sembra passare inosservata a tutti eccetto Amelia che, insospettita dal comportamento di Franks, lo segue, rintracciandolo proprio mentre cerca di vendere Tony a dei gruppi di fanatici affinché possano usarlo per rievocare i loro idoli. Amelia viene scoperta ma Tony, riuscendo a liberarsi, grazie a tutti i corpi di giocatori di baseball mangiati, riesce ad uccidere Franks con un lancio di precisione prima di svenire e finire in coma per i pestaggi subiti durante la segregazione. Alla USDA, Colby chiede di essere assegnato ad un nuovo compagno e viene affiancato al nuovo agente dell'agenzia, Poyo!

## Albi one-shot
John Layman e Rob Guillory hanno creato alcuni albi speciali fuori serie che narrano le avventure solitarie di Poyo

### Secret Agent Poyo
Dopo essere stato ferito in azione, Poyo viene trasformato in un cyborg dai medici dell'U.S.D.A.. In questa storia il galletto viene affiancato all'agente britannico Barnes, del "Department for Environment, Food & Rural Affairs" per fermare i piani dello scienziato pazzo Albrecht, Regenbogen, che, con la sua tecnologia di controllo climatico, ricatta il mondo con la minaccia di devastanti piogge di animali (sotto molti aspetti ricorda la trama del film The Avengers - Agenti speciali).

### Warrior Chicken Poyo
Dopo aver salvato il Presidente, Poyo viene evocato da un mago di un'altra dimensione (di stampo medievale) affinché, insieme ad eroi di altri universi, fermi la minaccia del Vegetomante che, con le sue truppe, sta conquistando e distruggendo tutto il regno. Unico sopravvissuto della squadra, Poyo ucciderà l'avversario e sarà nominato anche re ma sceglierà di andarsene verso nuovi mondi ove c'è bisogno di lui.

## Personaggi
- Famiglia Chu: pare siano tutti dotati di una qualche abilità basata su ciò che mangiano.
  - Anthony (Tony) Chu

è il protagonista della storia. Tony è uno dei tre cibopatici certificati al mondo, individui in grado di ricavare sensazioni psichiche da tutto ciò che ingeriscono. Inizialmente è un agente del dipartimento di Polizia di Filadelfia e lavora in coppia con John Colby. Dopo una missione che porta all'arresto di un serial killer che uccideva e cucinava le sue vittime e al ferimento di Colby, Tony viene arruolato nella FDA da Mason Savoy con cui fa coppia. Appena diventato poliziotto aveva fatto una proposta di matrimonio alla sua fidanzata dell'epoca, Min "Mindy" Tso, che, per suggellare il loro amore, voleva che Tony mangiasse un suo alluce. Si è scoperto che lui conserva ancora quel dito nel suo freezer. Tony ha una famiglia numerosa, con la quale i rapporti sono tesi ad eccezione di quelli con la sorella gemella Antonelle "Toni" Chu e una figlia di nome Olive. Dal n. 5 avvia una relazione con la giornalista scribolettica Amelia Mintz che poi sposerà.
- Antonelle (Toni) Chu

sorella gemella di Tony. Lavora per la NASA e, come il fratello, ha un'abilità legata al cibo. Toni è infatti una ciboveggente ma questa informazione pare non essere di dominio pubblico. Viene uccisa dal Vampiro, interessato al suo potere.
- Olive Chu

figlia adolescente di Tony. Come il padre è dotata di cibopatia ma pare essere molto più potente. Savoy l'ha presa sotto la propria ala per insegnarle a controllare e sviluppare le sue abilità. Può attivare e disattivare i suoi poteri a piacimento e non viene blocata dalla barbabietola. Inoltre, ha dimostrato di poter assorbire i ricordi e le capacità di ciò che consuma molto più velocemente e con più efficacia rispetto agli altri cibopatici. Come il Vampiro, è riuscita ad entrare permanentemente in possesso delle abilità di ciocoscultore di Hershel Brown (bevendone solo il sangue). Possiede anche le abilità di tortaespadero e geletrasmettitore.
- Chow Chu

fratello di Tony. Era un rinomato cuoco che conduceva anche un programma culinario in televisione. Acceso oppositore del governo e delle leggi anti-pollo, è spesso in contrasto con Tony per via del suo lavoro di agente governativo. Pare sia dotato anche lui di un qualche potere legato al cibo al pari dei suoi fratelli.
- Sage Chu

sorella minore di Tony, è Mimocibotica
- John Colby

Colby era il partner di Tony in polizia. Era considerato il miglior detective della narcotici. Ferito in azione da una mannaia alla tempia, ha passato molto tempo in terapia intensiva. Dopo la fuga di Savoy entra nell'FDA che lo potenzia ricostruendogli il viso con degli impianti cibernetici e torna a fare coppia con Tony Chu. John è l'unico a scoprire che Caesar lavora ancora con Savoy. Attualmente è alleato con l'ex agente F.D.A.. Dopo una notte alcolica a Las Vegas, ha sposato Mike Applebee.
- D-Bear

piccolo delinquente che funge da informatore per l'FDA.
- Mason Savoy

è uno dei tre cibopatici accertati al mondo. Agente anziano della FDA, è il primo a credere alle potenzialità di Tony come agente e come cibopatico, fungendo da suo mentore nell'agenzia. In seguito viene rivelato che sospetta che l'epidemia di aviaria sia solo una copertura governativa per coprire una cospirazione e comincerà ad agire per proprio conto. In seguito ad un violento diverbio con l'agente Chu, lascia l'FDA entrando in clandestinità. Ha assunto il ruolo di mentore per Antonelle Chu, addestrandola nell'uso delle sue faoltà.
- Mike Applebee

capo di Tony e John alla FDA. Ha ben presto un atteggiamento di antipatia verso l'agente Chu, tanto da affidargli sempre incarichi disgustosi. Al contrario stravede per Colby con il quale ha avuto un'avventura sessuale e con il quale si sposerà a Las Vegas dopo una notte alcolica.
- Amelia Mintz

fidanzata (poi moglie) di Tony Chu e critica gastronomica. Amelia è una scribolettica, vale dire che ha l'abilità di descrivere una pietanza in un modo così vivo ed accurato che chi legge ha la sensazione di averlo davvero assaggiato. Dopo molta pratica perfeziona la sua abilità al punto da diventare un’omnilettica, capace cioè di trasmettere sensazioni di gusto attraverso personaggi, argomenti e storia.
- Il Vampiro

è un cibopatico serbo che usa i suoi poteri bevendo il sangue delle sue vittime. Alimenta la sua immagine da vampiro per incutere terrore. Ha mostrato di essere in grado di assorbire permanentemente le capacità speciali delle persone mangiando la loro carne ed è intenzionato ad accumulare il maggior numero di poteri ed abilità legate al cibo.
- Caesar Valenzano

ex partner di Mason Savoy all'FDA. È stato impegnato in un'operazione sotto copertura presso le Montero Industries. Dopo che Tony Chu e John Colby arrestano Raymond James Montero viene reintegrato nell'Agenzia ma ha mostrato di essere ancora in contatto con Savoy che lui chiama "Omone".
- Poyo

letale e sanguinario galletto che dominava la scena delle lotte clandestine fra galli sull'isola di Yamapalu. Successivamente è stato preso in custodia dalla U.S.D.A. (il Dipartimento dell'Agricoltura degli Stati Uniti d'America) ed utilizzato come agente operativo. Ferito in azione, è stato sottoposta ad un'operazione chirurgica che lo ha tramutato in un galletto cyborg dall'alto potenziale distruttivo. Considerato molto pericoloso, viene utilizzato quale arma finale in molteplici situazioni. Layman e Guillory ne hanno fatto il protagonista di alcuni albi speciali fuori serie. In Chew n. 45, viene ucciso da Colby che gli spezza il collo e poi è mangiato da Tony.
- Paneer Sharma

direttore della N.A.S.A., era il capo di Toni nonché suo amante. Avrebbero dovuto sposarsi se lei non fosse stata uccisa dal Collezionista. Prima di morire Toni gli ha fatto promettere che si sarebbe preso cura di suo fratello (presumibilmente di Tony ma non è stato specificato).

## Poteri relativi al cibo
L'Universo Chew presenta molti personaggi che esibiscono poteri e capacità soprannaturali legate al cibo, alla cucina e ai prodotti alimentari in genere.
- Alimestetista (Victuspeciosian): un'alimestetista è capace di creare preparati di diversi cibi essenziali per fare maschere di bellezza che permettono di cambiare le fattezze del volto. Judy Heinz-Campbell era un'alimestetista molto potente.
- Aromartista: un aromartista è in grado di dipingere quadri che hanno lo stesso sapore di ciò che vi viene rappresentato. Quindim Buongiovanni era uno dei tre aromartisti viventi prima di essere attaccato e, presumibilmente, ucciso dal Vampiro.
- Cenocelere: mangia molto velocemente. Abilità collezionata dal Vampiro.
- Cibinvalescente: mangia per accrescere la sua forza. Abilità collezionata dal Vampiro.
- Cibocelerente: capace di cucinare velocemente.
- Cibolinguista: capace di parlare la lingua della nazionalità del piatto che cucina.
- Cibolocutore: un cibolocutore è in grado di comunicare attraverso il cibo, e può anche tradurre opere scritte come commedie, poesie e canzoni in piatti. Fantanyeros e Mahfood sono cibolocutori.
- Cibopatico: un cibopatico può ottenere una sensazione psichica da tutto ciò che ingerisce, apprendendone il passato. Tony Chu, Olive Chu, Mason Savoy, e il Vampiro sono cibopatici. Divorando altre persone, i cibopatici sono anche in grado di assorbirne le capacità personali o i poteri in modo più o meno duraturo sulla base di quanto materiale viene divorato. Olive è in grado di interrompere il suo potere quando lo desidera[3]. Tony Chu ha dimostrato di poter ricevere sensazioni psichiche anche da ciò che inala[4]. Sembra che ogni cibotico abbia un preciso alimento su cui il suo potere non funziona: per Tony e per il vampiro è la barbabietola mentre per Savoy il cachi.
- Ciboveggente: un ciboveggente è in grado, mordendo un qualunque essere vivente, di ricevere accurate visioni della sua vita futura. Quest'abilità non si estende ad organismi non più in vita o che non lo sono mai stati.
- Ciocoscultore: è capace di scolpire il cioccolato con tale accuratezza e verosimiglianza che le sculture hanno le stesse caratteristiche di ciò che rappresentano. Potere del defunto Hershel Brown, ne è ora in possesso Olive Chu.
- Cognominutus: è capace di leggere qualsiasi menù in qualsiasi lingua (e quindi, per estensione, è in grado di leggere ogni cosa). Carlton Cardamon era un cognominutus la cui abilità è stata assorbita da Savoy.
- Detonatulente (Pederexplodier): un detonatulente è capace di produrre flatulenze più potenti di una bomba da 14 chilotoni. Questo potere è posseduto da Brann Jervar.
- Effervettore: un effervettore ha la capacità di manipolare mentalmente le persone tramite dei messaggi scritti con la crema di latte. Questo potere non ha avuto effetto sull'agente speciale Vorhees (anche se Caesar sostiene che questo è dovuto al fatto Vorhees è analfabeta). Il Barista è un effervettore.
- Eroticibografo: è capace di fare fotografie di cibo che ispirano pensieri erotici, brama e desideri sessuali in coloro che le guardano. Ken Keebler è un eroticibografo professionista.
- Fagocitospinacista (Viresarantheacist): in grado di diventare più forte mangiando spinaci. Questa abilità apparteneva ad un marinaio del Mar Caspio ucciso dal Collezionista (chiaro riferimento a Braccio di Ferro).
- Galbatatayazar: è capace di creare e controllare Golem di purè affinché rispondano ai suoi comandi. Quest'abilità apparteneva ad uno dei tre generali del Vampiro.
- Gelabestiario: anima e controlla famigli ricavati dal collagene ricavato dalla macellazione degli animali. Un membro dei "Gelassassini" possedeva questo potere.
- Gelacerebellatore: forma cervelli di gelatina che hanno poteri psichici e processi sinaptici che vanno alla velocità di più di mille teraflop al secondo. Un membro dei "Gelassassini" possedeva questo potere.
- Geleplasmatore: usa gelatine al sapore di frutta per fabbricare armature super resistenti e armi funzionanti. Due membri dei "Gelassassini" erano Geleplasmatori: uno utilizzava gelatine al sapore di fragola, l'altro quelle d'uva.
- Geletrasmettitore: mangia gelatina per comunicare con chiunque altro stia mangiando gelatina. Il leader dei "Gelassassini" possedeva questo potere. Ne è entrata in possesso Olive Chu.
- Golottimizzatore: acquista una forza incredibile dopo aver ingerito anche la più piccola porzione di cibo. Dominic Partridge è il più potente Golottimizzatore in circolazione.
- Gustoseduttore: capace di sedurre chiunque ceni con lui. Alphonso Capsaicin era un gustoseduttore che il Vampiro ha collezionato.
- Impericuoco: in grado di garantirsi una vita straordinariamente lunga tramite la preparazione di una sola pietanza speciali. Jeremiah Cumberald era un impericuoco che aveva raggiunto l'età di seicento anni mangiando solo la propria torta di carne prima di essere collezionato dal Vampiro.
- Lampoleporide: la carne di coniglio glidona riflessi veloci come la luce. Abilità collezionata dal Vampiro.
- Megalorticultore: un megalorticultore è dotato di capacità di giardinaggio che gli permettono di far crescere frutta e vegetali di enormi dimensioni. Ne è in grado Donald Barley.
- Mentempate: ipnotizza usando le mentine.
- Mimocobotico: è capace di vedere i ricordi di chiunque gli sta intorno se sta mangiando la sua stessa cosa. Sage Chu è una mimocibotica.
- Mixosecretore: dotato della capacità di creare drink che costringono a raccontare segreti.
- Mnemocuoco: cuoce ricordi nei suoi piatti.
- Molluspidemico (Molluhomicuquus): è capace di cucinare una zuppa di vongole che è estremamente velenosa tanto quanto è contagiosa. Marsala Kaczorowsky è una molluspidemica.
- Mutaformalimento: è in grado di prendere la forma dell'ultima cosa che ha mangiato. Di questa è abilità è dotato il senatore David Eccles, che ne fa ampio uso per sostenere la sua campagna elettorale.
- Oliadivo: l'ingestione di alcunitipi di olive lo rende invincibile. Abilità collezionata dal Vampiro.
- Omnilettico: evoluzione delle capacità scribolettiche di Amelia. Un omlettico è capace di trasmettere sensazioni di gusto attraverso personaggi, argomenti e storia.
- Omnisofico: un omnisofico più mangia e più diventa intelligente. Daniel Migdalo era un omnisofico.
- Panungulesto: mangiare French Toast gli permette di produrre cheratina nelle unghie a una velocità sovrumana. Abilità collezionata dal Vampiro.
- Pastavestavalescor: la sua forza e la sua massa muscolare si decuplicano quando indossa degli spaghetti. Quest'abilità apparteneva ad uno dei tre generali del Vampiro.
- Pescisofo: il pesce è il suo cibo per la mente. Il Dott. Conner Coulibiac era un pescisofo ed ha mostrato di essere in grado di tramutare la sua testa in uno squalo.
- Piacetriolatore: è in grado di creare cetriolini che sono allo stesso tempo estremamente amari e totalmente deliziosi. Questo potere è posseduto dai membri della famiglia Armitage da almeno quattro generazioni (ognuna più potente della precedente). L'attuale piacetriolatore della famiglia è Branston Armitage IV.
- Piscidente: una dieta pescetariana stretta e continua gli dona denti affilati come rasoi. Quest'abilità apparteneva ad uno dei tre generali del Vampiro.
- Potere dell'agente speciale Vorhees: l'agente speciale Vorhees ha dimostrato di avere la capacità di identificare ogni ingrediente in quello che sta mangiando. Inoltre potrebbe anche essere immune ai poteri altrui. Infatti il potere del Barista non ha avuto alcun effetto su di lui (anche se Caesar sostiene che questo è dovuto al fatto che Vorhees è analfabeta).
- Potere di Peter Pilaf: questo potere, finora senza nome, permette di controllare la gente attraverso il cibo. L'unico ad aver mostrato tale capacità è, appunto, Peter Pilaf. Pare sia il potere legato al cibo più potente (e letale) dell'intero pianeta.
- Proeliofalunato: mangia Fagioli di Lima bolliti per eccellere in due decine di forme letali di combattimento corpo a corpo. Abilità collezionata dal Vampiro.
- Roproiettore: è capace di produrre eruttazioni nocive in base a quanto è vecchio ciò che ingerisce. Benjamin Hanna, "il Bandito Ruttone" è un Roproiettore.
- Saccarapacitatore: è capace di assumere le caratteristiche di qualsiasi snack zuccherato o dessert confezionato che consumi. Rolo Horalsky è un Saccarapacitatore.
- Saccaroscultore: è capace di creare macchinari funzionanti con molecole di glucosio e fruttosio. Raymond Reece è un Saccaroscultore.
- Scribolettico: uno scribolettico può scrivere di cibo in modo così preciso, che la gente, leggendolo, ottiene la precisa sensazione del gusto del cibvo descritto. Amelia Mintz è una scribolettica.
- Suppuruttatore: il latte inacidito lo rende capace di produrre eruttazioni tossiche e debilitanti.
- Tortaespadero: è capace di tagliare tortillas in cose appuntite, affilate e taglienti. Ne è entrata in possesso anche Olive Chu.
- Vermicellista: in grado di accordare una chitarra con gli spaghetti. Il Vampiro la ritiene un'abilità assolutamente inutile.
- Victomedico: se ben nutrito può guarire in fretta anche dalle ferite più debilitanti. Abilità collezionata dal Vampiro.
- Vittolocatore: può trasportare i commensali nel luogo geografico da cui proviene il cibo che stanno mangiando. Se il cibo è vecchio, può trasportare non solo dove quel cibo ha avuto origine ma anche quando (anche se quel luogo sarà più che altro, a detta di Savoy, "un'approssimazione psichica del periodo storico"). Hermann Anari era un vittolocutore. Tony Chu ha assorbito ed usato, temporaneamente, tale potere.
- Zhandou Wei: non è un potere quanto, piuttosto, una segreta e millenaria disciplina di origine orientale che unisce guerra e cucina forgiando i suoi praticanti in letali cuochi guerrieri. Secoli prima era stato trasmesso a Manto Gang, guerriero al servizio dell'Imperatore, il quale lo trasmise ai suoi discendenti. Tutta la conoscenza relativa alle lezioni di Zhandou Wei è stata assorbita dal Collezionista.

### Non canonici
- Imperagrarius: è capace di piantare, coltivare frutti, verdure, tuberi e legumi e renderli ubbidienti e quasi-senzienti. Potere nominato nell'albo "Warrior Chicken Poyo", apparteneva ad un abitante di un'altra dimensione dove veniva definito "Vegetomante"
- Punicacuratio: l'ingestione di chicchi di melograno ha su di lui un effetti curativo sovrannaturale. Capacità di Dagmar Fiskbűller, comparsa nell'albo rossover Chew/Revival #1.

## Critica
Chew ha ricevuto delle critiche molto positive. IGN ha dato al primo numero il voto di 9.5 su 10. Chew volume 1 e volume 2 sono stati entrambi inseriti nella lista dei best seller del New York Times.
Nel 2010, la serie ha vinto l'Eisner Award per la Miglior serie regolare e per la Miglior serie regolare. Nello stesso anno ha ottenuto due Harvey Awards (Best New Series e Best New Talent).

## Curiosità
Chew cita e parodia alcune serie TV a tema fantascientifico:
- Nel volume 17, mentre Tony e Colby entrano nella scuola Francis Bacon per arrestare Peter Pilaf, all'esterno dell'edificio sono mostrati Peter Bishop, Olivia Dunham e Walter Bishop (protagonisti della serie Fringe) che interrogano una delle persone coinvolte nella rissa.
- Nel volume 19, mentre Tony visita l'Area 51, nella vignetta si possono individuare il "cilindro" comparso nell'episodio È arrivato di Fringe e il Fumo Nero della serie Lost. Sempre nello stesso volume, su una lavagna compare la scritta «Charlie Sheen è un Cylone».

## Pubblicazione italiana
In Italia la serie è pubblicata dalla casa editrice BAO Publishing in volumi brossurati da libreria corrispondenti alle collected editions americane:
- Chew volume 1: Menù Degustazione (titolo originale Taster's Choice) - contiene Chew 1-5; ISBN 978-88-65430-00-2
- Chew volume 2: Cucina Etnica (titolo originale International Flavor) - contiene Chew 6-10; ISBN 978-88-65430-10-1
- Chew volume 3: Ammazzacaffè (titolo originale Just Desserts) - contiene Chew 11-15; ISBN 978-88-6543-031-6
- Chew volume 4: Flambé (titolo originale Flambé) - contiene Chew 16-20; ISBN 978-88-6543-031-6
- Chew volume 5: Major League (titolo originale Major League Chew) - contiene Chew 20-25; ISBN 978-88-6543-095-8
- Chew volume 6: Space Cakes (titolo originale Space Cakes) - contiene Chew 26-30 e lo one-shot Secret Agent Poyo; ISBN 978-88-6543-150-4
- Chew volume 7: Mele Marce (titolo originale Bad Apples) - contiene Chew 31–35; ISBN 978-88-6543-195-5
- Chew volume 8: Ricette di Famiglia (titolo originale Family Recipes - contiene Chew 36–40; ISBN 978-88-6543-236-5
- Chew volume 9: Tenerelli di Pollo (titolo originale Chicken Tenders) - contiene Chew 41-45 e lo one-shot Warrior Chicken Poyo; ISBN 978-88-6543-280-8
- Chew volume 10: Sanguinaccio   (titolo originale Blood Pudding) -  contiene Chew 41-50; ISBN 978-88-6543-539-7
- Chew volume 11: Le Ultime Cene   (titolo originale The Last Suppers) -  contiene Chew 51-55 e il primo episodio del crossover Chew/Revival; ISBN 978-88-6543-724-7
- Chew volume 12: Cavoli Amari   (titolo originale Sour Grapes) -  contiene Chew 56-60; ISBN 978-88-6543-762-9